# Karl-Bonhoeffer-Nervenklinik
Karl-Bonhoeffer-Nervenklinik – dawna klinika psychiatryczna w Berlinie, w dzielnicy Wittenau, w okręgu administracyjnym Reinickendorf, przy ulicy Oranienburger Straße 285. Powstała w latach 1877–1879 i istniała pod tą nazwą do 2006, architektem jej był Hermann Blankenstein. Obecnie na terenie liczącym 45 ha znajduje się szpital Vivantes Humboldt-Klinikum. Nazwa jej nawiązywała do niemieckiego neurologa i psychiatry Karla Bonhoeffera.
W pobliżu znajduje się przystanek kolejowy i stacja metra linii U8 Berlin Karl-Bonhoeffer-Nervenklinik.